# Solegnathus lettiensis
Solegnathus lettiensis é uma espécie de peixe da família Syngnathidae.
Pode ser encontrada nos seguintes países: Austrália e Indonésia.